# Sinanju
Sinanju (koreanska: 신안주) är en ort i Nordkorea.   Den ligger i provinsen Södra P'yŏngan, i den västra delen av landet, 60 km norr om huvudstaden Pyongyang. Sinanju ligger 15 meter över havet och antalet invånare är 15 693.
Terrängen runt Sinanju är platt åt nordväst, men åt sydost är den kuperad. Runt Sinanju är det tätbefolkat, med 550 invånare per kvadratkilometer. Närmaste större samhälle är Anju, 5,2 km öster om Sinanju. Trakten runt Sinanju består till största delen av jordbruksmark.